# Galium multiflorum
Galium multiflorum là một loài thực vật có hoa trong họ Thiến thảo. Loài này được Kellogg mô tả khoa học đầu tiên năm 1863.

## Hình ảnh

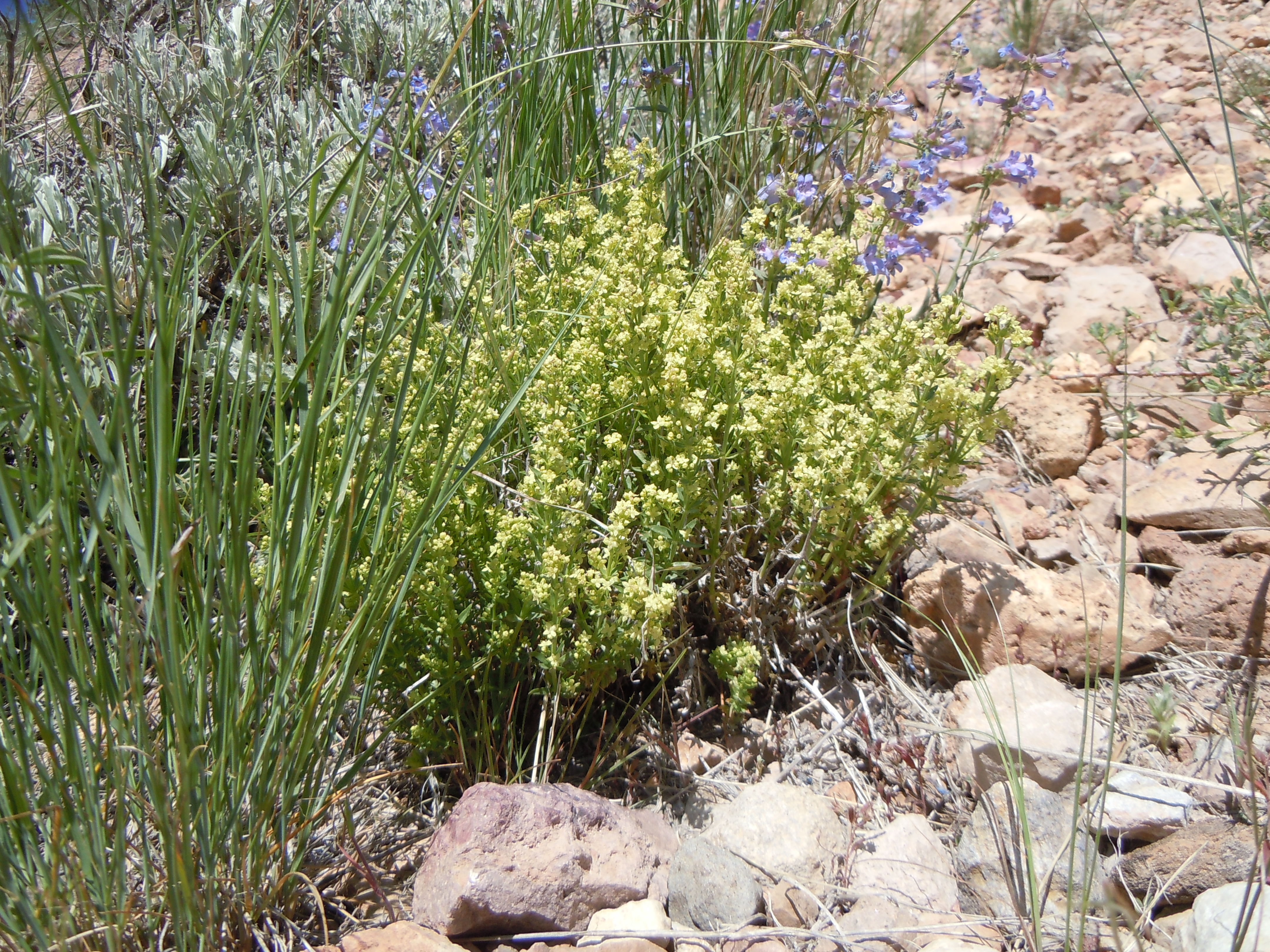
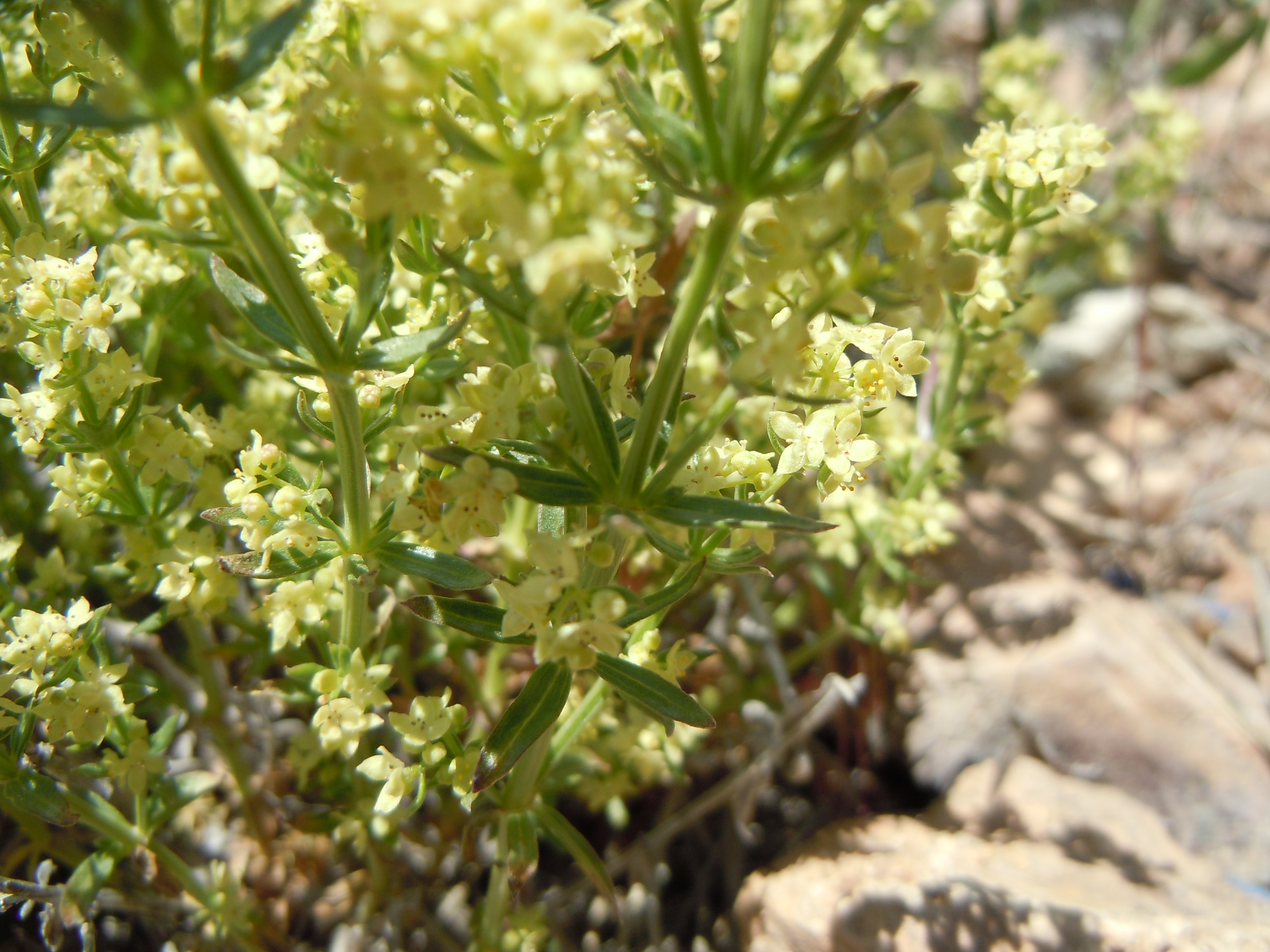
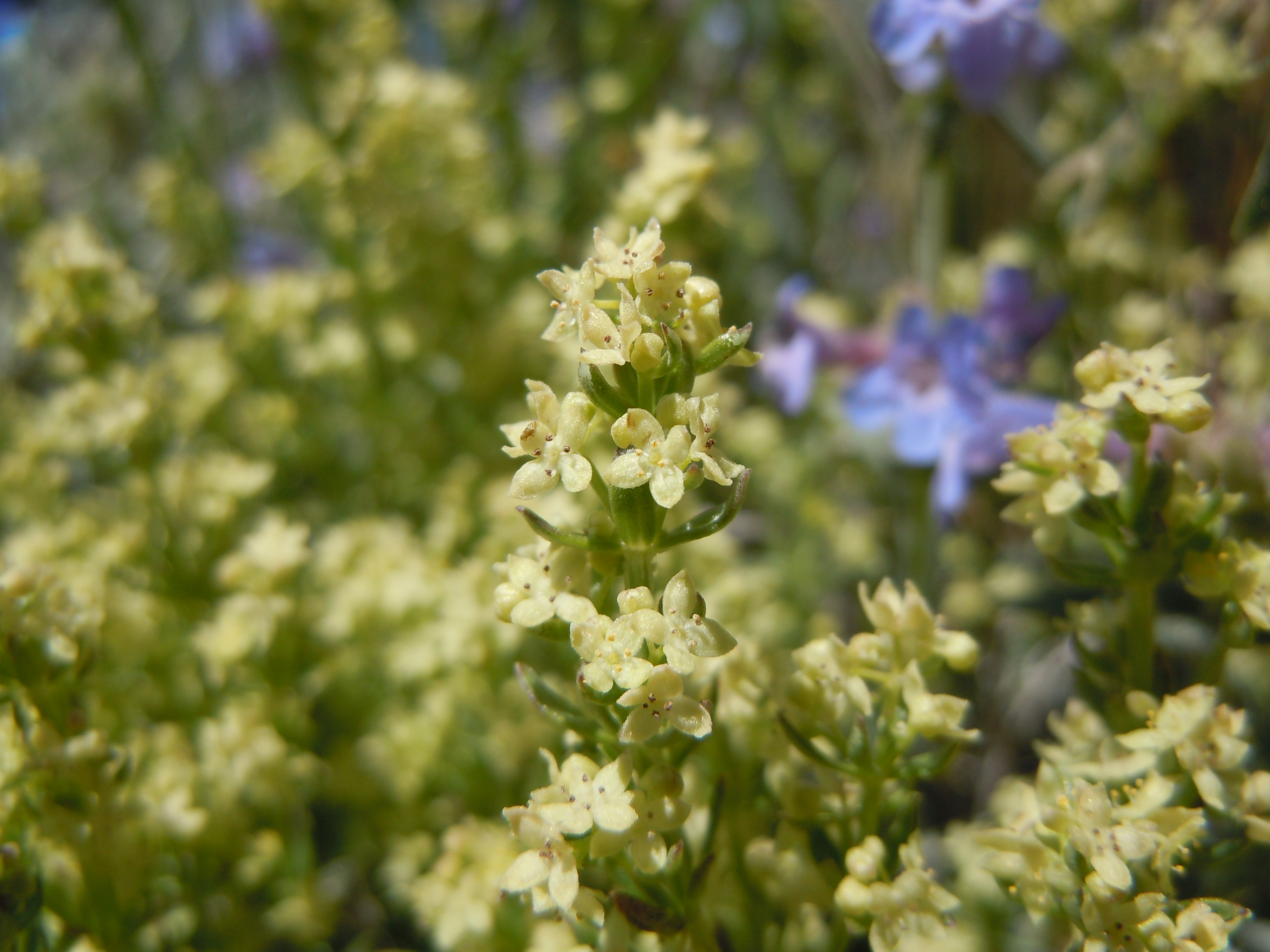